# Slečna Fatima
Slečna Fatima (anglicky Miss Fatima, * 1912, Britská Indie), byla britská šachistka původem z Britské Indie. V roce 1933 vyhrála britský šachový šampionát žen.
Na začátku 30. let 20. století společně žila s například šachovým mistrem Sultanem Khanem v domácnosti politika a plukovníka Umara Hayata Khana v Londýně. V Anglii se v roce 1932 zúčastnila svého prvního šachového turnaje, kterým bylo britské mistrovství žen v Londýně. Na tomto turnaji skončila se šesti výhrami, jednou remízou a čtyřmi prohrami na pátém místě z celkem dvanácti účastnic. O rok později zvítězila na britském šachovém šampionátu žen v Hastingsu. Z jedenácti partií jedinou neprohrála, remizovala jednu a ostatní vyhrála. Slečně Fatimě několikrát šachové lekce dala i mistryně světa Věra Menčíková.
Na konci roku 1933 se společně s celou domácností Sira Umara vrátila do Indie. V roce 1990, v rámci dokumentu The Sultan of Chess poskytla televizní rozhovor. V něm se zmínila například o tom, že v době svého pobytu v Anglii byla požádána, aby tehdejší královně Marii vysvětlila šachová pravidla. Podle vlastních slov také hrála několikrát s budoucím premiérem Winstonem Churchillem, řekla o něm, že „[v šachu] nebyl příliš dobrý“ (He wasn’t very good).
Podle šachového historika Edwarda Wintera o slečně Fatimě nejsou známy ani základní životopisné údaje. V záznamech o lodní přepravě je uváděna jako Ghulam Fatima, podle šachového velmistra a spisovatele Daniela Kinga ale Ghulam může být pouze popisným označením, protože slovo ghulam znamená sluha. The New York Times slečnu Fatimu ale ve svém nekrologu o Sultanu Khanovi uvedl jako Ghulam Fatima.